# Reeperbahn

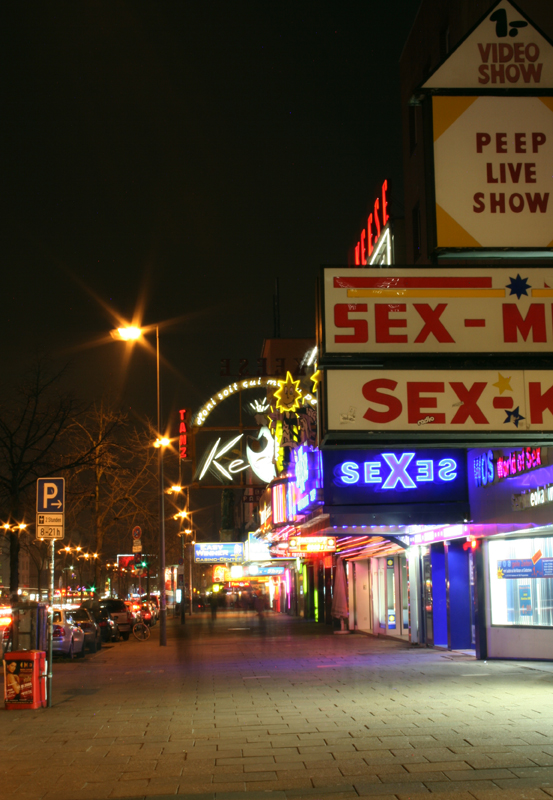
Reeperbahn en janvier 2006

La Reeperbahn est une avenue de Hambourg en Allemagne. 

## Situation et description
Située dans le quartier de Sankt-Pauli, elle est longue de 930 mètres, c'est l'axe principal du célèbre quartier des plaisirs de la ville hanséatique. La Reeperbahn a plusieurs rues adjacentes, dont la plus animée[réf. nécessaire] est la Große Freiheit, de nombreuses boîtes de nuit, discothèques, salles de spectacle, théâtres, restaurants exotiques, bars, dont le Café Keese, qui abrite le Quatsch Comedy Club, bars de strip-tease, sex-shops, maisons closes entre autres. Sur la place Spielbuden, parallèle à Reeperbahn, on trouve de nombreux théâtres, comme le théâtre St-Pauli, le théâtre Schmidt und Schmidts Tivoli, la Maison des opérettes, entre autres. À noter aussi le poste de police le plus connu d'Allemagne, la Davidwache, ainsi que le musée de personnages de cire Panoptikum. Cachée un peu plus au sud, parallèle à la Reeperbahn, se situe la Herbertstraße, rue piétonnière garnie d'une enfilade de bordels, où les prostituées s'exposent aux fenêtres. L'accès en est interdit aux femmes et aux mineurs. On y entre en franchissant des chicanes élevées aux deux extrémités pour masquer la vue. Les Beatles ont fait leurs débuts internationaux dans des clubs de ce quartier : de 1960 à 1962, ils se sont produits au Top-Ten Club, autrefois situé au  no 136 de Reeperbahn, à l'Indra-Club, au Kaiserkeller et au Star-Club, tous trois sur la rue perpendiculaire Große Freiheit. À l'angle de Reeperbahn et Große Freiheit a été aménagée la « Place des Beatles » (Beatles-Platz) pour commémorer ces événements.[réf. nécessaire]

## Origine du nom
Le nom Reeperbahn vient du mot bas allemand Reep, qui signifie corde. Historiquement, cette rue était le lieu où les Reeper (les fabricants de cordes) étendaient et tressaient leurs longues cordes pour la marine et les navires du port de Hambourg. Le mot Bahn signifie voie ou chemin, donc Reeperbahn peut être traduit littéralement par chemin des fabricants de cordes.